# Fiat Trattori 25
Le Fiat 25 est un tracteur agricole fabriqué par le constructeur italien Fiat Trattori. Présenté en 1951, grâce à son succès auprès des petits agriculteurs, il restera en production jusqu'à 1958. Plus de 45 000 exemplaires ont été vendus. Ce modèle remplace le fameux Fiat 600 de 1948.
Le tracteur Fiat 25 représente une véritable gamme de modèles :
- les motorisations sont au nombre de trois : 
  - modèles de la 1ère série de 1951-1952 :
    - pétrole : moteur Fiat de 2.270 cm3 de cylindrée développant 23 Ch ;
    - essence : Fiat type 105 de 1.901 cm3 de cylindrée développant 23 Ch à 2.300 tr/min.

- - modèles de la 2ème série de 1953-1955 :
    - essence : Fiat type 105 de 1.901 cm3 de cylindrée développant 25 Ch à 2.350 tr/min ;
    - diesel : Fiat type 605 de 1.901 cm3 de cylindrée développant 25 Ch (17,9 kW) à 2.000 tr/min.

- - modèles de la 3ème série de 1956-58,
    - essence : Fiat type 105 de 1.901 cm3 de cylindrée développant 25 Ch à 2.350 tr/min ;
    - diesel : Fiat type 605 de 1.901 cm3 de cylindrée développant 27 Ch (20 kW) à 2.000 tr/min.

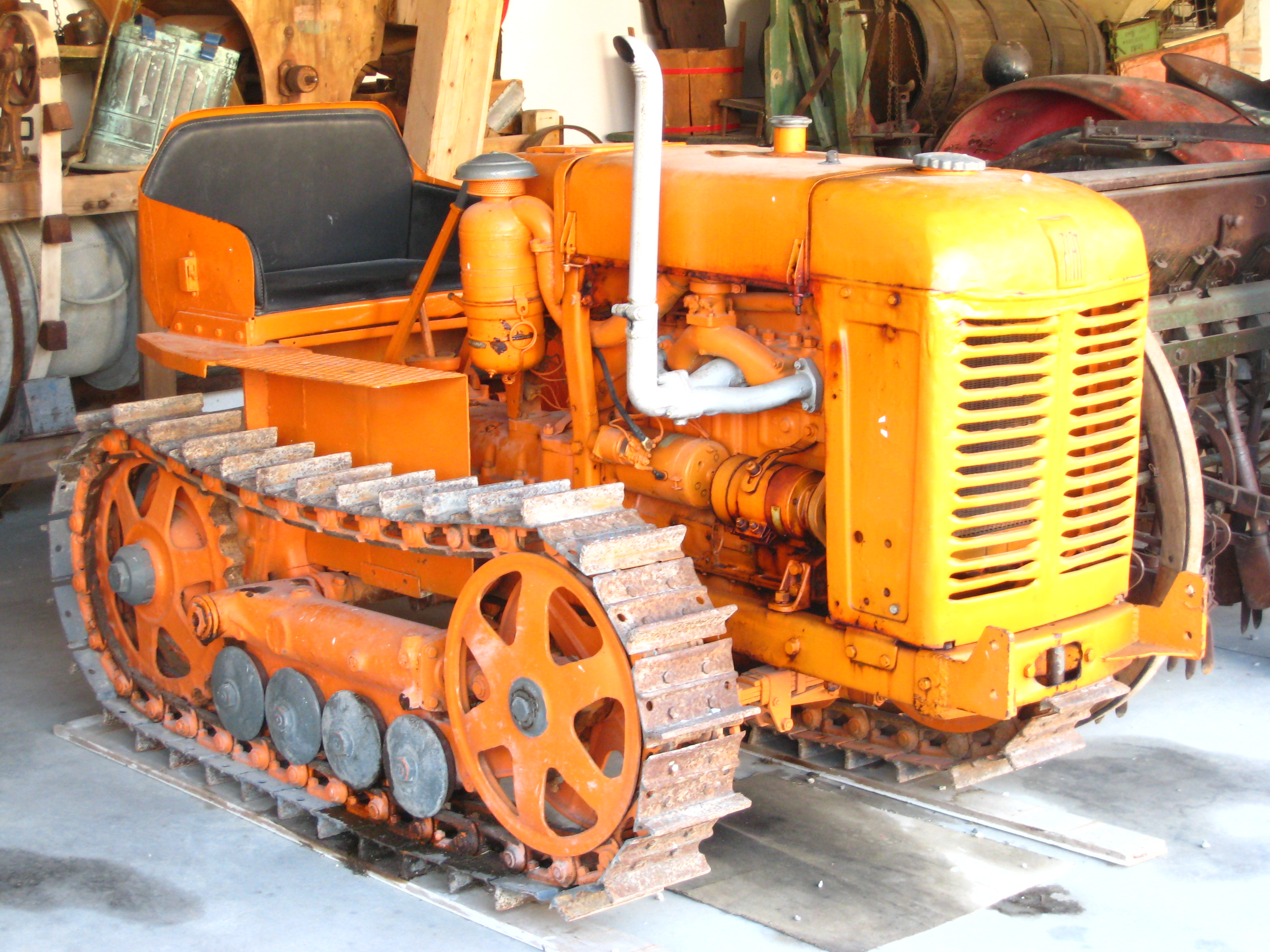
Tracteur Fiat 25C chenille

- les versions sont au nombre de 6 : 
  - à roues 25R,
  - à roues étroit 25RS,
  - à chenilles 25C[1],
  - à chenilles étroit 25CS,
  - à chenilles industriel 25CI,
  - à chenilles verger 25CF.

On trouve aussi le modèle Fiat 27, appellation parfois utilisée pour distinguer la 3ème série diesel dont la puissance du moteur a été portée à 27 Ch.
La première série disposait d'une boîte de vitesses à 4 rapports avant tandis que sur la seconde série on pouvait disposer, en option, d'une boîte à 5 rapports avant.
Ce modèle offrait une très intéressante innovation : le démarreur électrique. L'agriculteur n'était plus obligé de lancer son moteur à la manivelle.
On trouvait déjà en série une prise de force et le système d'attelage trois-points.
Comme très souvent dans la vaste gamme du constructeur italien, Fiat Trattori le modèle à roues Fiat 25R est complétée avec le modèle à chenilles baptisée Fiat 25C.
Cette gamme a été fabriquée de 1951 à 1958 à plus de 45 000 exemplaire également répartis entre les modèles à roues et à chenilles. Quasiment 30% des tracteurs produits ont été exportés.
Pour expliquer le succès de cette machine, il suffit de comparer ses caractéristiques avec celles de ses concurrents directs et d'analyser son prix. En 1958, la version Fiat 25RD (diesel à roues), coûtait 590.000 lires, environ 300 Euros (valeur 2015), le modèle 25CD (à chenilles diesel), 1.200.000 Lires environ 600 Euros, soit presque 25% de moins.